# Everardo Dias
Everardo Dias (Pontevedra, 1883-São Paulo, 1966) fue un tipógrafo, periodista, maestro, abogado, escritor y líder del movimiento obrero de Brasil.

## Primeros años
Era hijo de migrantes gallegos que llegaron con él a Brasil en 1887. Su padre Antonio Dias había participado en España en un fracasado levantamiento republicano. Auxiliado por sus compañeros masones embarcó para São Paulo, llevando correspondencia para Martinico Prado, uno de los líderes republicanos brasileños, también masón.
A los 13 años, Everardo aprendió el oficio de tipógrafo y comenzó a trabajar en el periódico O Estado de São Paulo, donde laboró hasta completar sus estudios en la Escuela Normal. Hacía parte do Partido Republicano Paulista – PRP, al lado de Pedro de Toledo, luchando contra a reforma da Constitución de 1891, pero se retiró cuando el PRP entró al gobierno, a pesar de que le fue ofrecido un cargo el la administración. Se afilió al Partido Obrero.
Hizo parte de la Asociación de Librepensadores y dirigió el quincenário O Livre Pensador, desde 1902, en el cual se exponía la teoría de la evolución de las especies. Diplomado, fue nombrado como maestro rural en Aparecida de Monte Alto, estado de São Paulo, municipio donde se afilió a una logia masónica en 1904. En 1905 volvió a São Paulo como periodista y ese año representó a la prensa en un homenaje a los revolucionarios rusos muertos en la lucha. Alcanzó en marzo de 1906 el grado de Caballero Rosa-Cruz de la logia y el 1° de mayo siguiente fue orador de la manifestación obrera en São Paulo. Comenzó a estudiar Derecho, pero por dificultades financieras solamente logró graduarse años después en la Facultad Libre de Derecho do Río de Janeiro. En 1908 dictó conferencias en una programación de la logia, sobre la necesidad de la educación pública y la emancipación de la mujer. Tradujo del francés al portugués el libro de Victor Margueritte, La Garçonne.

## Luchas sociales y persecuciones
En la gran Huelga General que comenzó el 10 de junio de 1917, en São Paulo, redactó el boletín distribuido por los huelguistas a toda la población, defendiendo el alza de salarios y el reconocimiento de los derechos de los trabajadores.
En 1919 en medio de una nueva huelga, tres obreros portugueses y un español murieron al explotar misteriosamente una bomba, se desató una persecución contra los líderes sindicales inmigrantes, varios fueron expulsados del país. Everardo fue detenido y deportado. Su destierro se convirtió en una verdadera saga. El 27 de octubre de 1919, juntamente con José Righetti y João da Costa Pimenta, secretario general de la Unión de los Trabajadores Gráficos de São Paulo fue conducido hasta Santos completamente desnudo, golpeado y encerrado en una celda sucia. Con otros 10 prisioneros fue transferido para Río de Janeiro, desde donde fue deportado el 30 de octubre en el barco Benevente del Lloyd Brasileiro. Mientras tanto las logias y los sindicatos adelantaban una lucha en los tribunales, alegando que la deportación de Everardo era ilegal por ser ciudadano brasileño, haber vivido 32 años en Brasil y tener seis hijas brasileñas.
El 24 de noviembre desembarcaron en Lisboa los portugueses deportados y el 29 en Vigo los españoles, pero no se permitió desembarcar a Everardo porque solamente tenía papeles como ciudadano brasileño, por lo que debió continuar el viaje hasta Le Havre, Francia. Cuando el buque hacía su viaje de regreso la deportación de Everardo fue revocada por ilegal y pudo retornar a Brasil.
Llegó a Recife el 25 de enero de 1920, sendo recibido con grandes homenajes. Allí pronunció un discurso en la asamblea de la Unión de Obreros de la Construcción denunciando las causas y hechos de la persecución contra él. El 1° arribó a Río, pero "por razones sanitarias" no se le permitió desembarcar en el puerto donde la multitud lo esperaba sino en una isla cercana. Escribió entonces, relatando todos los sucesos de su detención y viaje forzado, las  Memórias de um exilado (Episódios de uma deportação).
En 1920 participó en la fundación del Grupo Clarté, varios de sus miembros fundaron más tarde el Partido Socialista Brasilero. En 1922 a raíz de la Revuelta de los 18 del Fuerte de Copacabana Everardo fue detenido y enviado a la isla de las Cobras y después a la fortaleza de Santa Cruz. En 1923 Everardo dirigía la tipografía de la masonería en que fueron publicados el libro Rusia Proletaria de Octávio Brandão y la revista Movimento Comunista y la policía allanó la tipografía, que fue confiscada. Everardo estuvo nuevamente detenido acusado de planear una insurrección contra el gobierno de Artur Bernardes.
Al estallar la Revuelta Paulista de 1924, Everardo, que se encontrava en Río de Janeiro, pero fue nuevamente detenido y enviado a los campos de concentración de la costa brasileña, donde permaneció tres años. Al ser puesto en libertad volvió con su familia, en situação financiera difícil. Volvió a ejercer la profesión de periodista en el Diário Nacional, órgano del Partido Democrático y permaneció allí hasta que el periódico fue cerrado por el nuevo gobierno en 1932. Antes, en 1927 fue candidato al Concejo Municipal de São Paulo por el Bloque Obrero Campesino. En 1932, desempleado, perseguido por la policía, vivía en la zona rural de Río de Janeiro, donde criaba gallinas, para sobrevivir.
A raíz de la llamada Intentona Comunista de 1935, estuvo nuevamente preso durante dos años hasta que fue absuelto por el Tribunal de Seguridad Nacional. Al ser liberado volvió a su actividad en las logias masónicas hasta el final de su vida.
En 1962 publicó su obra História das Lutas Sociais no Brasil.